# Відеоконтроль-Рубіж

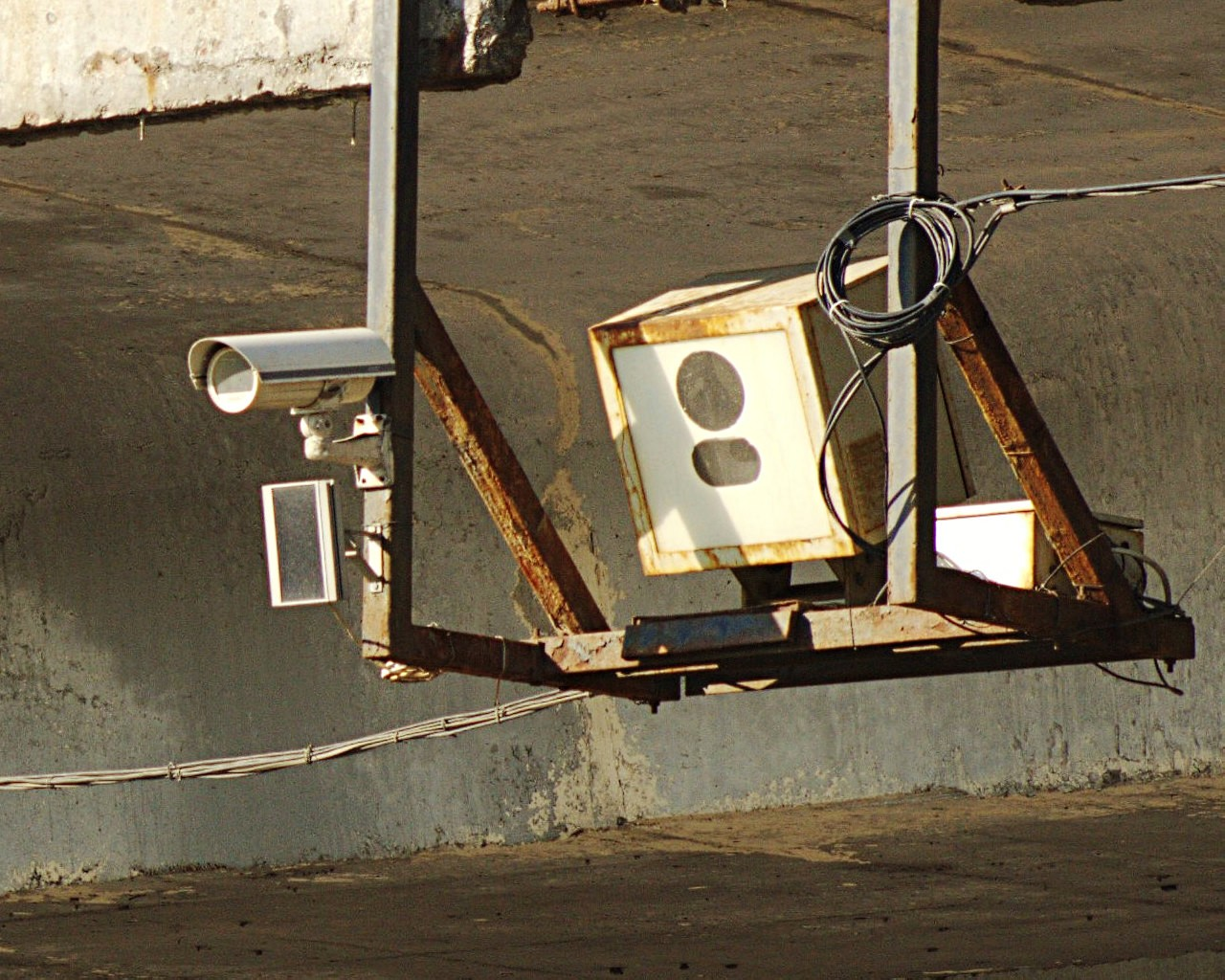
Відеокамера з прожектором та вимірювач швидкості системи Відеоконтроль-Рубіж

Відеоконтроль-Рубіж — апаратно-програмний комплекс цілодобового контролю стану дорожнього руху на вулицях населених пунктів та автодорогах.
Комплекс призначений для відеоспостереження та відеофіксації, автоматичного аналізу транспортного потоку та розпізнавання державних номерних знаків транспортних засобів у реальному часі, збереження отриманої інформації у власній базі даних та пошуку розпізнаного номера у підключених до системи реєстрах.
До складу системи «Відеоконтроль-Рубіж» входить мережа рубежів контролю, які складаються з камер відеоспостереження та інфрачервоних прожекторів, вимірювачів швидкості й обчислювальних модулів. Також до складу системи входять канали передавання даних, автоматизовані робочі місця операторів на стаціонарних та пересувних постах ДАІ, територіальні сервери, робочі місця на центральних постах і спеціалізоване програмне забезпечення, встановлене на комп'ютерах системи.
Комплекс розроблено інженерами української компанії «ОЛЛІ Транс». Тестування системи проходило у 2010 році на Столичному шосе у Києві та на стаціонарному посту «Биківня» на виїзді з Києва у бік Чернігова. Після прийняття остаточного рішення систему розгорнуто по всій Україні. Від початку закупівель у липні 2011 року по січень 2012 року комплекси було встановлено у 46 точках, перелік яких надав портал «Наші Гроші». Станом на листопад 2013 року встановлено вже 95 стаціонарних комплексів, розпочато виробництво мобільних версій.

## Можливості системи
Комплекс «Відеоконтроль-Рубіж» автоматично розпізнає однорядкові номери та зберігає у архіві розпізнані номери та зображення транспортних засобів. Для знаків, які можна візуально розрізнити, імовірність розпізнавання не нижча за 90 % незалежно від часу доби. Програмне забезпечення комплексу проводить пошук розпізнаного номера по базах розшуку та оперативних орієнтуваннях. При збігу номера з занесеним у базу, в тому числі з нечіткою маскою пошуку, комплекс видає сповіщення оператору для затримання транспорту. Сигнал помилки роботи при неможливості розпізнати забруднений чи неправильно закріплений номерний знак також може бути причиною зупинки автомобіля..
«Рубіж» також проводить моніторинг стану дорожнього руху у реальному часі та автоматично генерує статистичні звіти, необхідні для аналізу транспортних потоків.
Комплекс може автоматично відстежувати порушення правил дорожнього руху. Для контролю швидкості руху до системи приєднуються мікрохвильові або лазерні вимірювачі швидкості. Також комплекс може сприймати сигнали від світлофора та розміщеної під дорожнім полотном магнітної петлі-детектора наявності автомобіля. Аналізом отриманих зображень виявляються порушення дорожньої розмітки, наприклад, рух по зустрічній смузі, перетин суцільної лінії, порушення рядності руху, зупинка у недозволеному місці та непропускання пішохода на нерегульованому пішохідному переході, проїзд на сигнал світлофора, що забороняє рух.
При необхідності комплекс може керувати зовнішніми виконавчими пристроями — світлофорами, шлагбаумами, світловими та звуковими сигналами. Команди на зовнішні пристрої, наприклад, на перемикання стану світлофора, видаються при виявленні транспортного засобу, державний номер якого знаходиться у відповідній зовнішній базі даних.
Комплекси «Відеоконтроль-Рубіж» випускаються у стаціонарному та мобільному виконаннях для розміщення на постах ДАІ та у патрульних автомобілях. За допомогою каналів передавання даних комплекси об'єднуються у загальнодержавну розподілену систему відеоспостереження, відеозапису, протоколювання проходження транспортними засобами рубежів контролю та перевірки розпізнаних номерів по пошукових реєстрах. При спрацюванні системи інформація надходить на центральний пульт у Києві.

## Результати використання
Статистика Державної автомобільної інспекції Міністерства внутрішніх справ України свідчить про високу ефективність роботи комплексів «Відеоконтроль-Рубіж». Так, вже у 2010 році під час дослідної експлуатації експериментального зразка на Столичному шосе у Києві комплекс виявив 28 транспортних засобів, що перебували у розшуку, понад 400 — власники яких були позбавлені права керування і 85 тих, що розшукувалися виконавчою службою як майно боржників.
На стаціонарному посту ДПС «Комсомольський» у Вінницькій області 21 березня 2012 року було зафіксовано автомобіль, який з 22 грудня 2011 року розшукувався київськими автоінспекторами. Загалом за п'ять місяців 2012-го року «Відеоконтроль-Рубіж» на цьому посту розпізнав майже 50 автомобілів, що перебували у розшуку.

## Критика
Зауваження стосуються не так технічних характеристик та надійності роботи системи, як її правового статусу та практики використання.
Зокрема, критики системи відзначають, що вона використовується не лише для контролю дорожнього руху та «для сприяння пошуку крадених машин, розкриттю різних злочинів, пов'язаних з автомобільним транспортом, і злочинів з використанням транспортних засобів», а й для накладання арешту на автомобілі з метою стягнення боргів по кредитах, комунальних платежах, аліментах та в інших випадках незалежно від розміру боргу.
Станом на 30 серпня 2013 року по документах виконавчої служби у систему «Рубіж» було занесено параметри 83 276 автомобілів. Стверджується, що виконавча служба при цьому порушує положення Закону України «Про виконавче провадження», згідно з яким стягнення звертається у першу чергу на кошти боржника на банківських рахунках і лише при їх недостатності — на майно. На практиці виконавець часто відразу накладає арешт на автомобіль, оскільки його легко вилучити — ДАІ зобов'язано виконати припис виконавчої служби.
Також стверджується, що система «Рубіж» використовується незаконно, оскільки наказ про введення системи в експлуатацію не проходив державну реєстрацію в Міністерстві юстиції України, офіційно не опубліковувався, методичні рекомендації Управління ДАІ МВС щодо використання цієї системи також не проходили юридичну експертизу. Тексти закону та рекомендації були отримані завдяки запитам активістів Дорожнього контролю щодо надання інформації про діяльність органів влади.

## Галерея

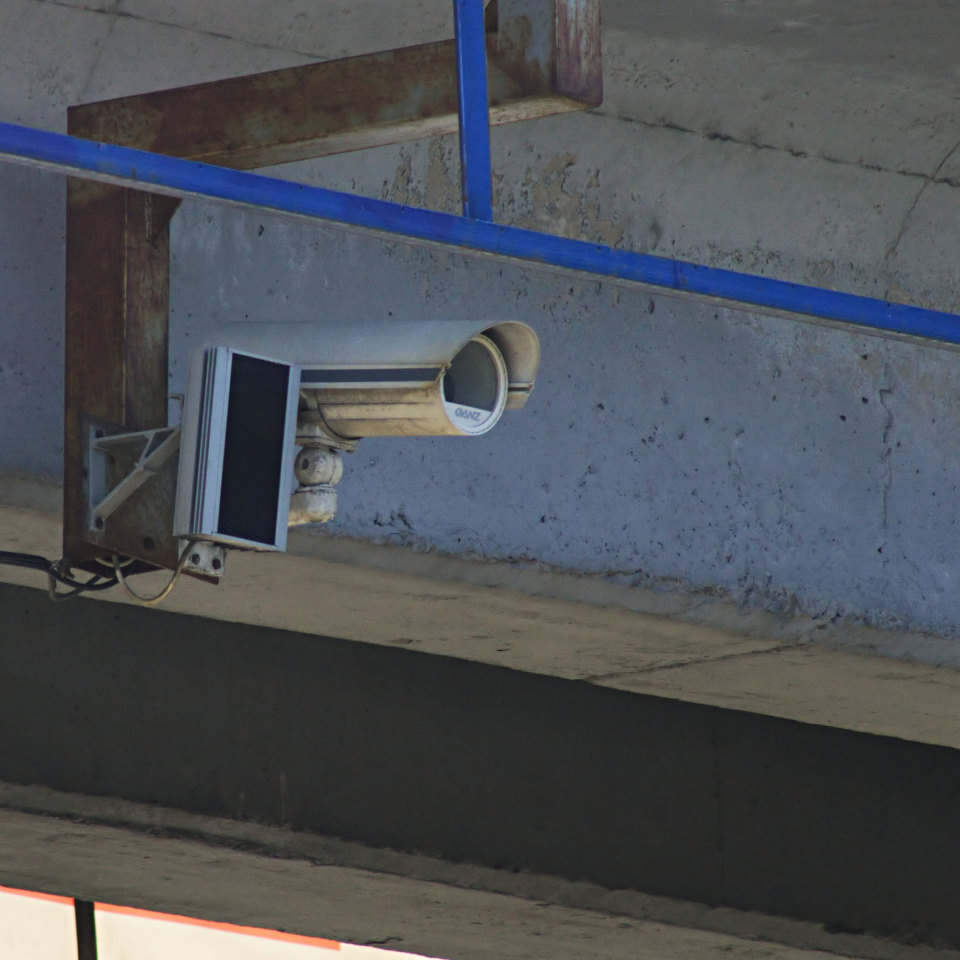
Камера з ІЧ-прожектором
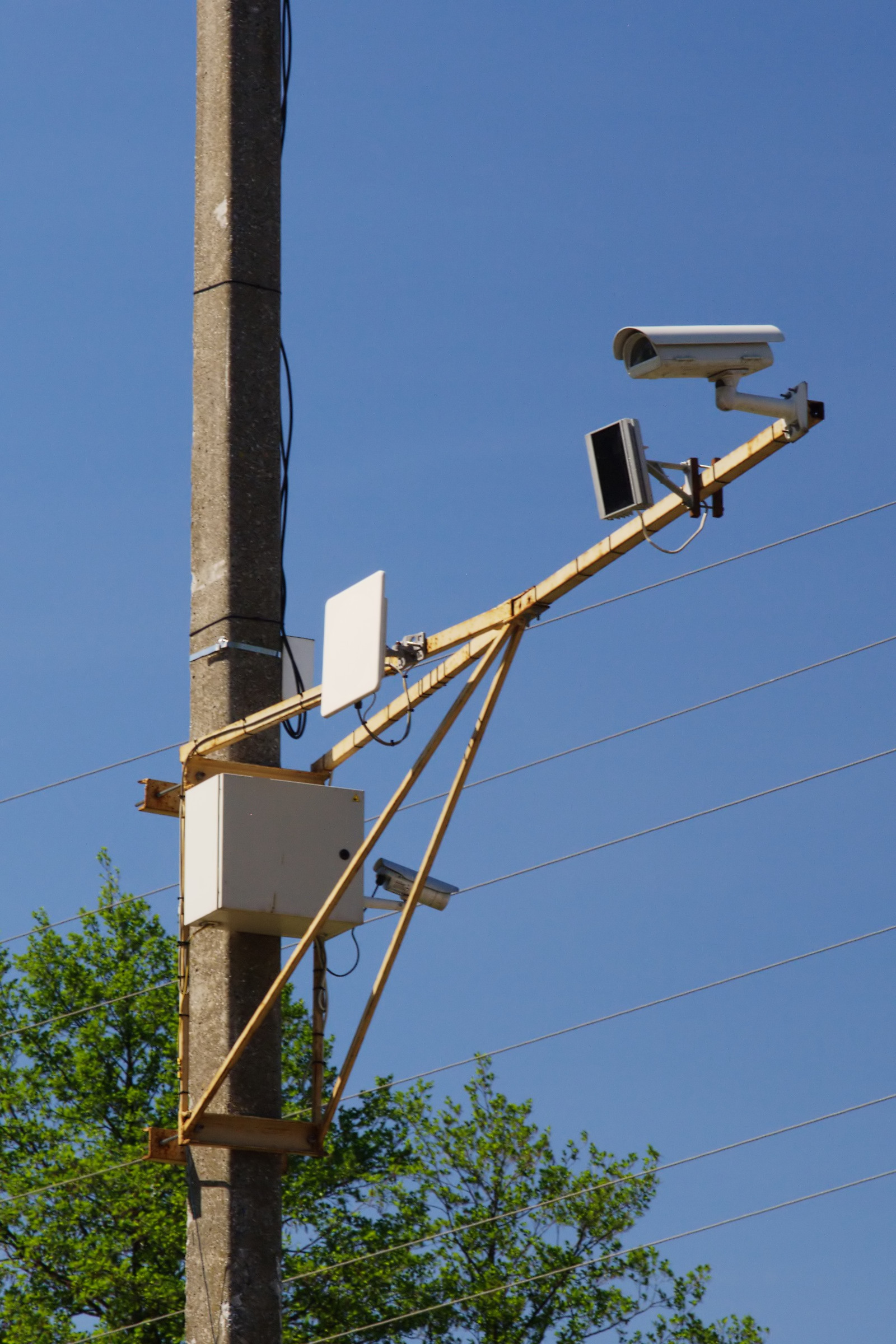
Обчислювальний модуль, антена, прожектор і камера
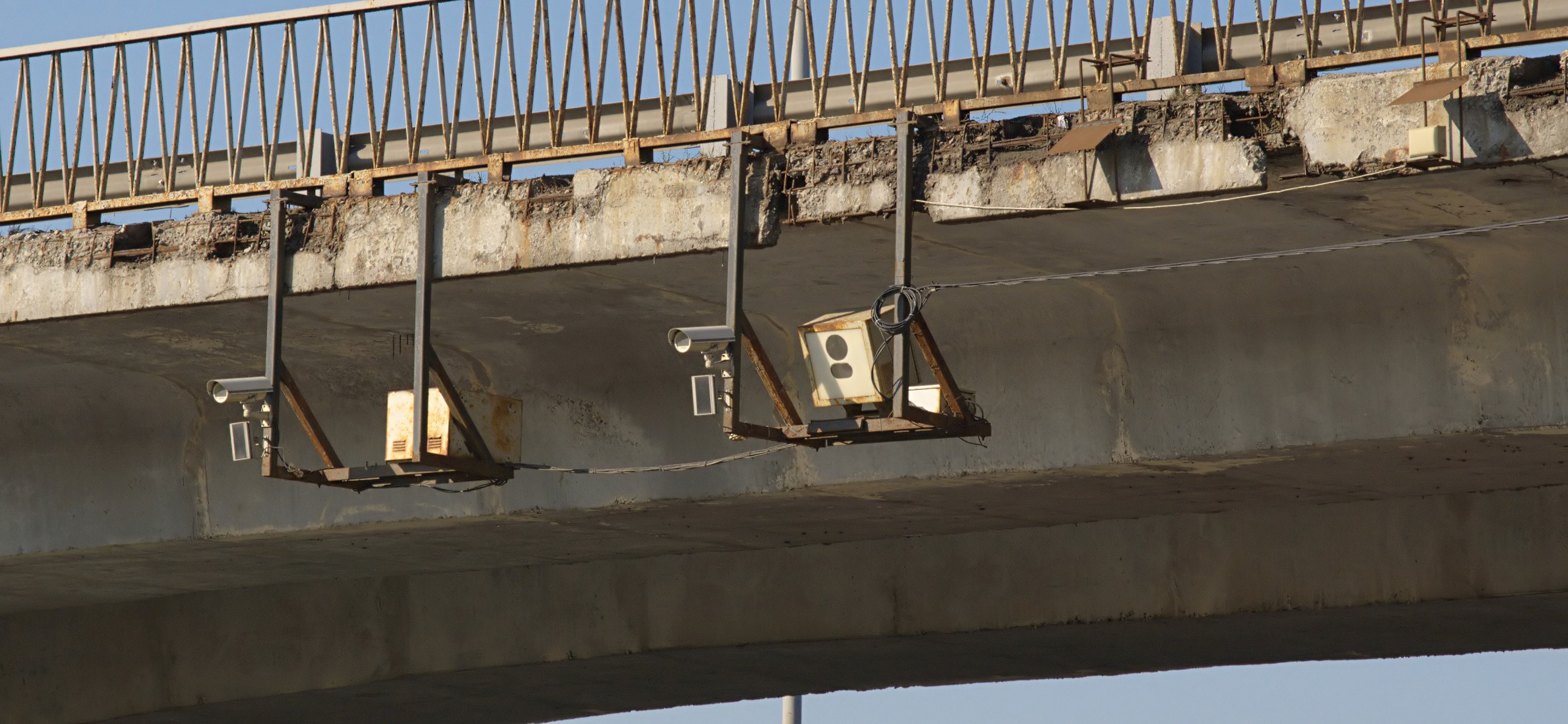
Дві камери з прожекторами, вимірювач швидкості, обчислювальний модуль та антена